# Kamanasa
Kamanasa is een bestuurslaag in het regentschap Belu van de provincie Oost-Nusa Tenggara, Indonesië. Kamanasa telt 4599 inwoners (volkstelling 2010).